# FC Oss Stadion
FC Oss Stadion – wielofunkcyjny stadion w mieście Oss w Holandii. Najczęściej używany jest jako stadion piłkarski, a swoje mecze rozgrywa na nim drużyna TOP Oss. Stadion może pomieścić ponad 4650 widzów.